# Dlouhý Most
Dlouhý Most (niem. Langenbruck) – gmina w Czechach, w powiecie Liberec, w kraju libereckim. Według danych z dnia 1 stycznia 2013 liczyła 792 mieszkańców. Szacuje się, że obecnie jest zamieszkiwana przez ok. 1000 osób.